# Œting
Œting [øtɛ̃] est une commune française de l'agglomération de Forbach, située dans le département de la Moselle et le bassin de vie de la Moselle-Est, en région Grand Est.

## Géographie
Œting est une commune située dans la Moselle-Est, voisine directe de la commune de Forbach, à quelques kilomètres de l’Allemagne et de Sarrebruck. La commune s’étend sur 425 ha et se trouve en plein cœur d’un paysage de collines du plateau central lorrain dont le point culminant est le Kelsberg qui domine à 386 m. La ville s’est construite précisément sur deux pans de ces collines.

### Communes limitrophes
| Forbach  |          | Etzling            |
| Morsbach | Œting    | Behren-lès-Forbach |
|          | Folkling |                    |

### Sol et relief
Le sol est constitué d’une couche de calcaire coquillier et d’une couche de roches siliceuses. Le relief de collines séparées par des vallées et des rivières s’explique par le fait que la région est restée longtemps émergée et que l’eau a creusé les vallées.

### Hydrographie
La commune est située dans le bassin versant du Rhin au sein du bassin Rhin-Meuse. Elle n'est drainée par aucun cours d'eau.

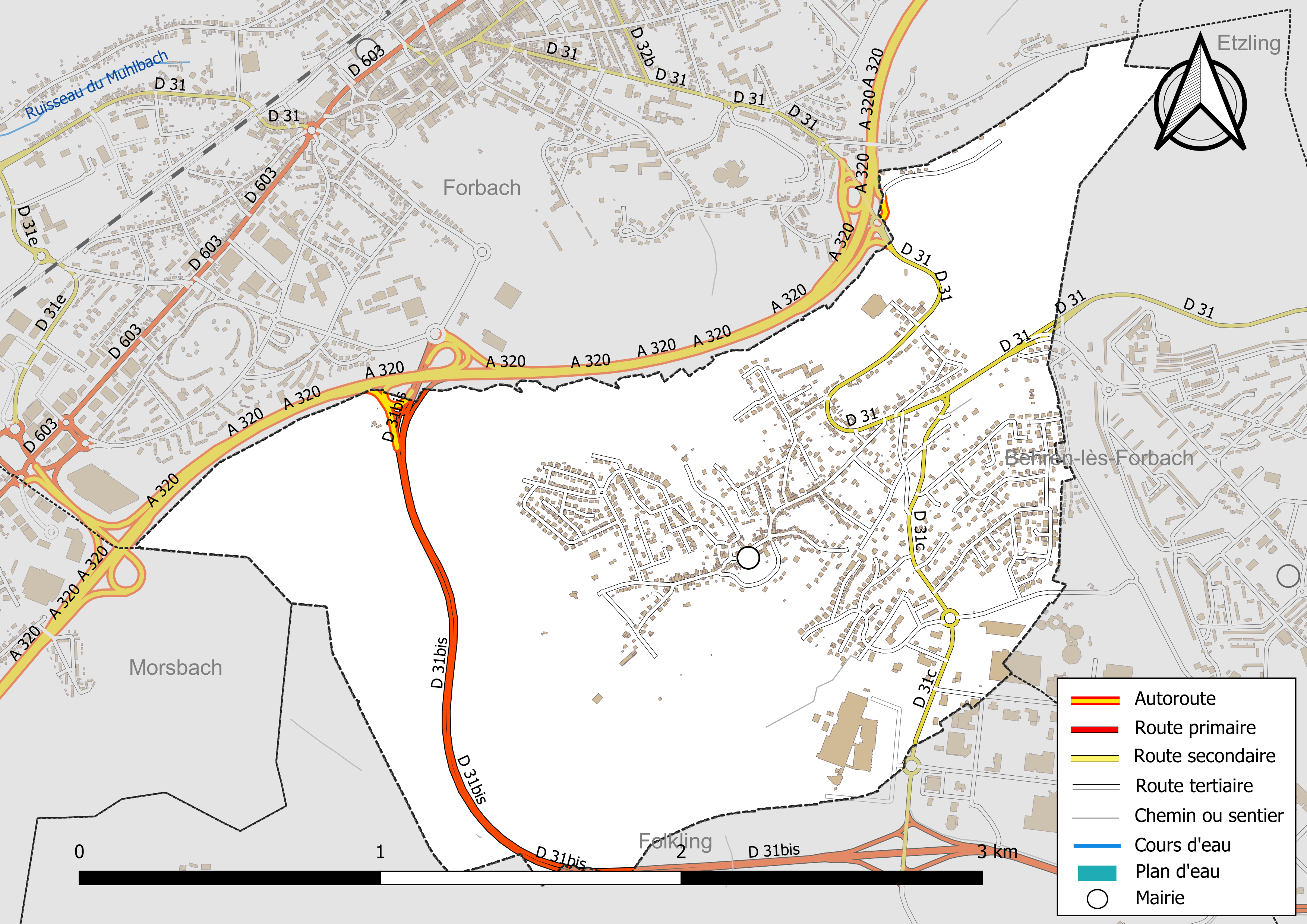
Réseaux hydrographique et routier d'Œting.

### Climat
Pour des articles plus généraux, voir Climat du Grand Est et Climat de la Moselle.
En 2010, le climat de la commune est de type climat de montagne, selon une étude du Centre national de la recherche scientifique s'appuyant sur une série de données couvrant la période 1971-2000. En 2020, Météo-France publie une typologie des climats de la France métropolitaine dans laquelle la commune est exposée à un climat semi-continental et est dans la région climatique  Lorraine, plateau de Langres, Morvan, caractérisée par un hiver rude (1,5 °C), des vents modérés et des brouillards fréquents en automne et hiver. 
Pour la période 1971-2000, la température annuelle moyenne est de 9,1 °C, avec une amplitude thermique annuelle de 16,7 °C. Le cumul annuel moyen de précipitations est de 962 mm, avec 11,8 jours de précipitations en janvier et 10,4 jours en juillet. Pour la période 1991-2020, la température moyenne annuelle observée sur la station météorologique de Météo-France la plus proche, « Seingbouse », sur la commune de Seingbouse à 9 km à vol d'oiseau, est de 10,5 °C et le cumul annuel moyen de précipitations est de 731,4 mm. 
La température maximale relevée sur cette station est de 37,9 °C, atteinte le 25 juillet 2019 ; la température minimale est de −17 °C, atteinte le 20 décembre 2009,,. 
Les paramètres climatiques de la commune ont été estimés pour le milieu du siècle (2041-2070) selon différents scénarios d'émission de gaz à effet de serre à partir des nouvelles projections climatiques de référence DRIAS-2020. Ils sont consultables sur un site dédié publié par Météo-France en novembre 2022.

## Urbanisme

### Typologie
Au 1er janvier 2024, Œting est catégorisée ceinture urbaine, selon la nouvelle grille communale de densité à sept niveaux définie par l'Insee en 2022.
Elle appartient à l'unité urbaine de Sarrebruck (ALL)-Forbach (partie française), une agglomération internationale regroupant 15  communes, dont elle est une commune de la banlieue,,. Par ailleurs la commune fait partie de l'aire d'attraction de Forbach (partie française), dont elle est une commune de la couronne,. Cette aire, qui regroupe 10 communes, est catégorisée dans les aires de moins de 50 000 habitants,.

## Toponymie
D'un nom de personne germanique Etto suivi du suffixe -ingen puis -ing.
- Ettingen (1594), Œttingen (1628), Ettingen (1709), Etting et Ottingen (1779), Œtingen (carte de l'État-major), Œutting ou Œuttingen (tabl. Par.)[14], Oetting (1793), Oetingen/Ötingen (1871-1918).
- En francique lorrain : Ëttinge ou Edinge.
- Toponymie similaire avec la commune allemande de Oettingen.

### Sobriquets
- Anciens sobriquets désignant les habitants[15] : Die Edinger Kuckucke (les coucous d'Œting).

## Histoire
La première trace écrite attestant de l’existence d’une implantation humaine sur le territoire du village remonte à l’époque carolingienne. Si l’on se réfère aux travaux du moine Dom Augustin Calmet qui écrivit entre 1713 et 1729 une histoire de Lorraine, il existait en 787, sous le règne de Charlemagne une agglomération agricole franque ou villa rurale : OFTINGAM VILLAM qui pourrait, selon les recherches de Henri et Charles Hiegel être à l’origine du nom actuel. L’étude des noms de lieux est en rapport avec le peuplement de la Lorraine : Œting, qui s’écrivait Oettingen en 1446, Ottingen ou Ettingen en 1594, s’inscrit dans cet espace à l’est de la frontière linguistique qui, du Luxembourg au Donon, sépare les territoires de langue romane des villages parlant le francique. C’est un toponyme francique que l’on retrouve dans le suffixe « -ing » évoquant une collectivité, précédé du nom du propriétaire ou ancêtre (Oftar ou Ofto, changé en Audo, Otto, Odo, Etto) qui fut à l’origine du rassemblement de familles à cet endroit. Si l’on en croit certains historiens locaux, comme Touba, l’implantation humaine serait bien antérieure à 787.
Œting aurait déjà existé à l’époque gallo-romaine : le Hérapel, fortifié à l’ouest, tandis que la route militaire de Metz passait non loin et continuait vers l’est en direction de Mayence. Certains toponymes laissent enfin supposer que le site d’Œting a vécu les invasions des hordes barbares. La légende veut qu’un combat terrible ait permis aux habitants de nos villages de vaincre les Huns dans les marécages du Spitzwald. Une colline entre Tenteling et Ebring porte toujours le nom de Hunnengrab. Et puis, au sud du ban communal, en direction de Gaubiving, le Hunnenberg évoquerait le passage des Huns en 451. Les anciens racontent encore que les prés connus sous le nom de Etzel rappelleraient le nom d’Attila qui aurait installé là son campement. Mais il est quasiment certain que ces récits tiennent davantage de la légende et que la présence de nombreuses sources dans ces prés expliquerait l’existence du toponyme Etzel qui veut dire en haut allemand : Nasse Wiese. Comme pour la recherche des origines du village, la tâche est difficile quand on essaye d’interroger les siècles de son passé ; ici, pas de grands faits marquants mais plutôt l’existence anonyme d’une communauté rurale où la vie quotidienne fut pendant des siècles rythmée par les saisons et le calendrier agricole, avant de se plier aux exigences d’un monde industrialisé. Pas de grandes pages d’histoire non plus, mais des événements qui ont marqué sa mémoire collective, la même que l’on découvre sur toutes nos terres de Lorraine, trop souvent envahies, annexées, déchirées après le partage de l'empire de Charlemagne en raison des rivalités entre deux puissants voisins. Pourtant, à un peu plus de trois siècles d’intervalle, le village a connu deux destructions ; la première, totale, eut lieu en 1631. Elle fut l'œuvre des Suédois, alliés des Français durant la guerre de Trente Ans, qui ravagèrent la Lorraine impériale. Le village fut reconstruit 500 mètres au Nord-Est. La seconde ne fut que partielle fin 1944, lorsque l’armée américaine bombarda Forbach et Sarrebruck.

## Politique et administration
| Période                                  | Période   | Identité         | Étiquette | Qualité                           |
| ---------------------------------------- | --------- | ---------------- | --------- | --------------------------------- |
| mars 1965                                | mars 2008 | Aloyse Homberg   | DVD       | Retraité de l’Éducation nationale |
| mars 2008                                | mai 2020  | Bernard Lapp     | SE        | Fonctionnaire                     |
| mai 2020                                 | En cours  | Germain Derruder | SE        | Retraité                          |
| Les données manquantes sont à compléter. |           |                  |           |                                   |

## Démographie
L'évolution du nombre d'habitants est connue à travers les recensements de la population effectués dans la commune depuis 1793. Pour les communes de moins de 10 000 habitants, une enquête de recensement portant sur toute la population est réalisée tous les cinq ans, les populations de référence des années intermédiaires étant quant à elles estimées par interpolation ou extrapolation. Pour la commune, le premier recensement exhaustif entrant dans le cadre du nouveau dispositif a été réalisé en 2007.

En 2022, la commune comptait 2 636 habitants, en évolution de −0,53 % par rapport à 2016 (Moselle : +0,52 %, France hors Mayotte : +2,11 %).
| 1793 | 1800 | 1806 | 1821 | 1836 | 1841 | 1861 | 1866 | 1871 |
| ---- | ---- | ---- | ---- | ---- | ---- | ---- | ---- | ---- |
| 288  | 318  | 329  | 393  | 470  | 461  | 538  | 606  | 617  |

| 1875 | 1880 | 1885 | 1890 | 1895 | 1900 | 1905 | 1910 | 1921 |
| ---- | ---- | ---- | ---- | ---- | ---- | ---- | ---- | ---- |
| 586  | 606  | 596  | 588  | 608  | 651  | 670  | 726  | 742  |

| 1926 | 1931 | 1936 | 1946 | 1954 | 1962  | 1968  | 1975  | 1982  |
| ---- | ---- | ---- | ---- | ---- | ----- | ----- | ----- | ----- |
| 749  | 770  | 735  | 695  | 754  | 1 084 | 1 262 | 1 489 | 1 670 |

| 1990  | 1999  | 2006  | 2007  | 2012  | 2017  | 2022  | - | - |
| ----- | ----- | ----- | ----- | ----- | ----- | ----- | - | - |
| 1 920 | 1 865 | 2 387 | 2 461 | 2 604 | 2 679 | 2 636 | - | - |

## Culture locale et patrimoine

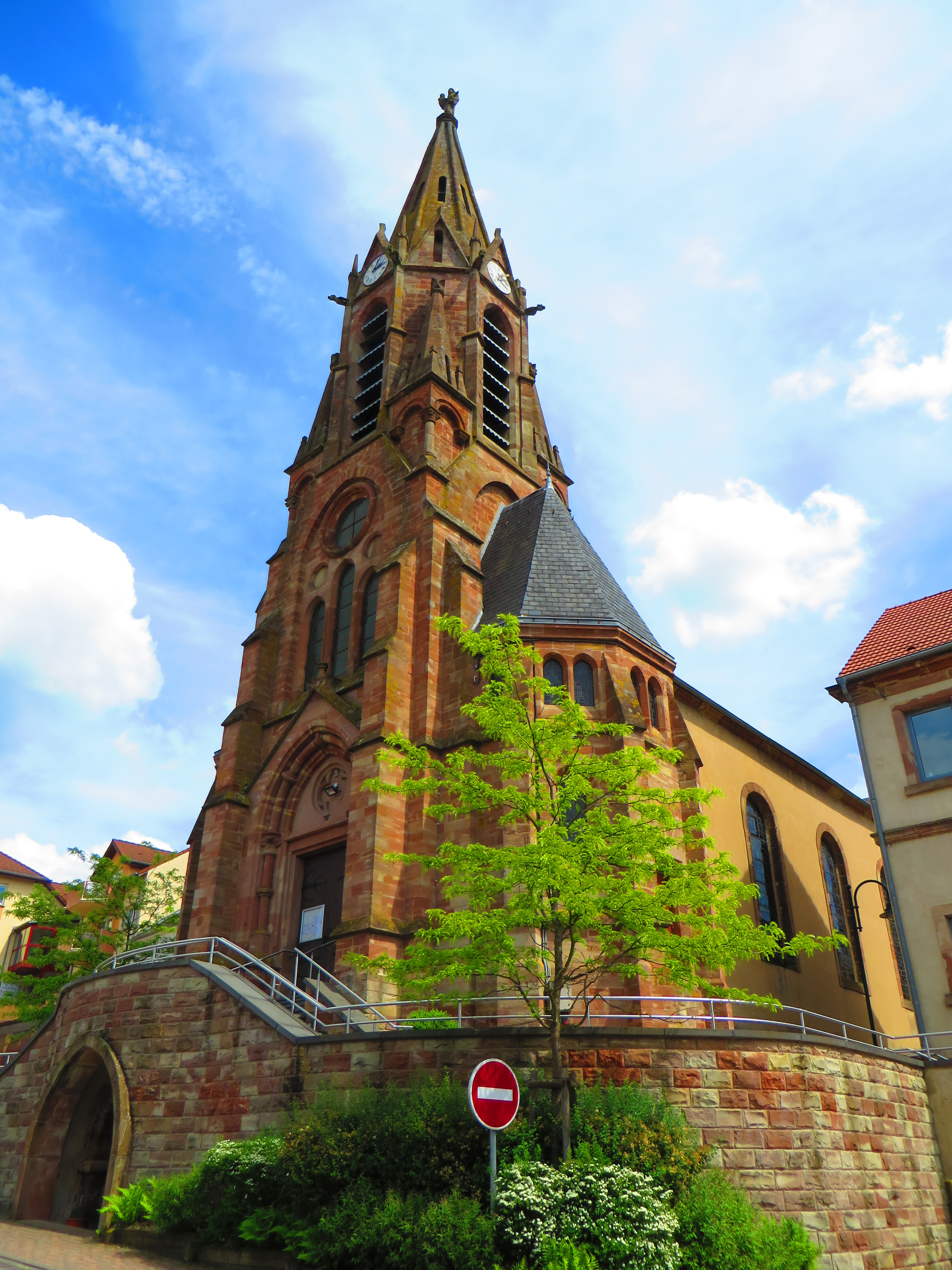
Église Saint-Antoine-de-Padoue.

### Lieux et monuments
- Passage d'une voie romaine.
- Église Saint-Antoine-de-Padoue 1869 : clocher néo-gothique 1910.
- Grotte de Lourdes.
- Château de 1737, brûlé à la Révolution.

### Personnalités liées à la commune
- Roger Bichelberger (1938-2018), écrivain.
- Damien Weber, rugbyman professionnel.
- Nicolas Paciello, pâtissier reconnu.

### Héraldique
| Blason de Œting | Blason  | D'argent au lion de sable, armé et lampassé de gueules, accompagné de trois lys de jardin au naturel |
| Blason de Œting | Détails | Le statut officiel du blason reste à déterminer.                                                     |